# アイスクライミング

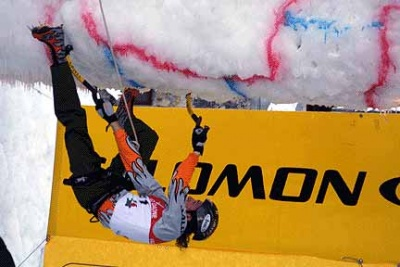
2007年のイタリア、ヴァルダオーネのアイスクライミング大会でのツールの使用例

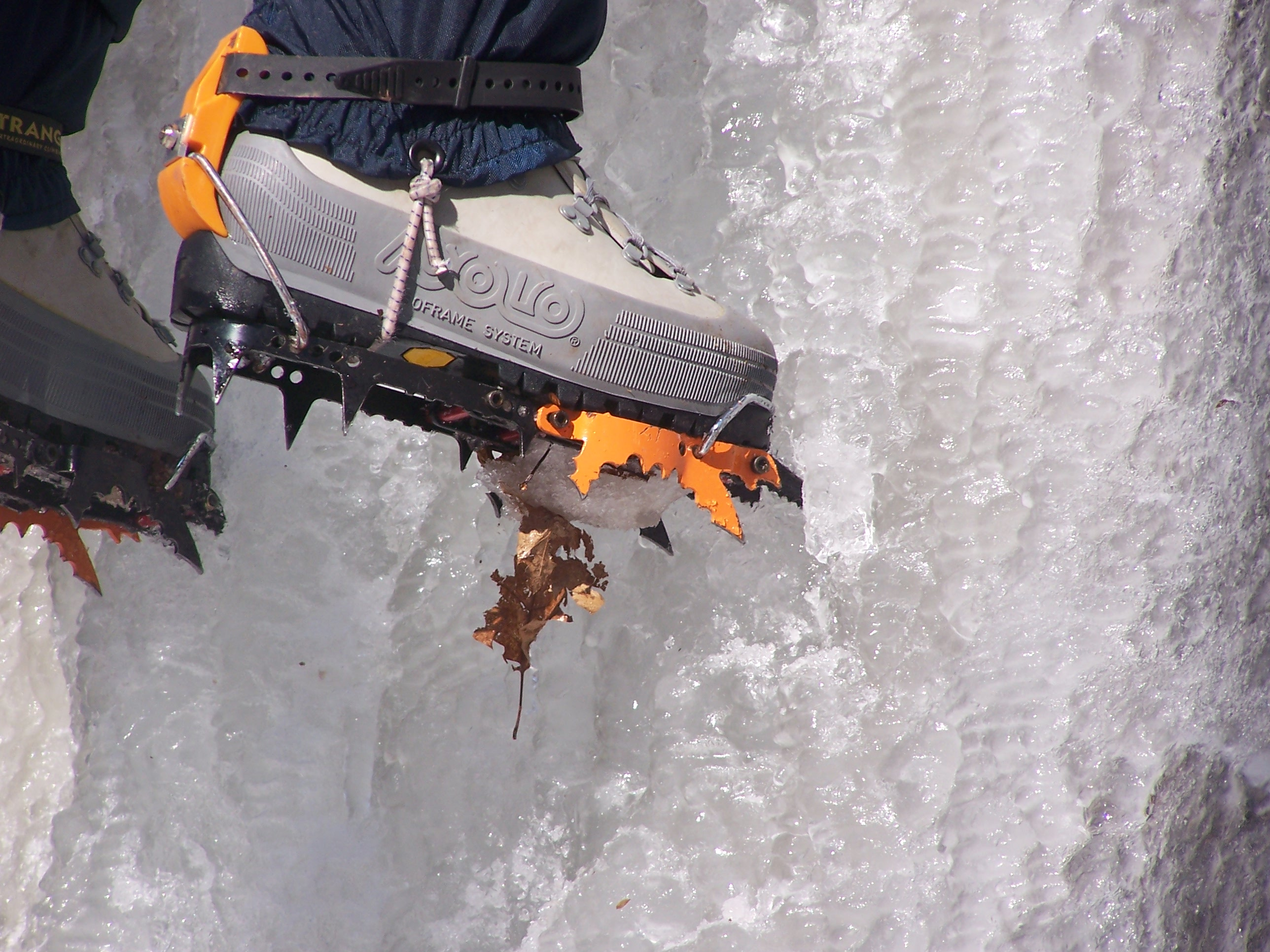
アイゼンの先端を氷に食い込ませるフロントポインティング

アイスクライミングとは、傾斜した氷や雪の崖、凍った滝アイスフォールなどを登攀することである。氷雪登攀とも。ミックスクライミングは、アイスクライミングとロッククライミングの両方を混ぜて登攀することである。山岳登攀（アルパイン・クライミング）の一種。

## 使用ツール
- ピッケル
- アイスバイル
- アイゼン
- アイススクリュー（英語版）
- アイスハーケン（英語版）
- ロープ
- ヘルメット
- ハーネス

## 技術
フロントポインティング
ロープワーク
- ビレイ（英語版） - 地上でロープを持って安全確保すること。安全確保する人をビレイヤーと呼ぶ。
- Aスレッド
- アバラコフ(Vスレッド)
- 懸垂下降

## 団体
- 国際山岳連盟（英語版）
- 国際スポーツクライミング連盟

## 大会
- en:UIAA Ice Climbing World Championships